# 耶尔姆斯托夫
耶尔姆斯托夫是德国下萨克森州的一个市镇。总面积13.71平方公里，总人口809人，其中男性412人，女性397人（2011年12月31日），人口密度59人/平方公里。